# Nelly Mbangu
Nelly Mbangu (Nelly Godelive Mbangu Lumbulumbu) is een Congolese advocaat en mensenrechtenactivist. Ze is betrokken geweest bij vele niet-gouvernementele organisaties op het gebied van de mensenrechten en medeoprichter van een beweging om 30 Congolese organisaties met een vergelijkbare doelstelling bijeen te brengen.

## Biografie
Nelly Mbangu heeft campagne gevoerd voor de rechten van vrouwen en kinderen in Noord-Kivu, Democratische Republiek Congo. Een van haar belangrijkste doelstellingen is om kinderen te leren dat vrouwen een belangrijke rol kunnen spelen buiten hun eigen huishouding. In 2000 verwelkomde Mbangu de implementatie van VN veiligheidsraad Resolutie 1325, die de betrokkenheid verhoogd van vrouwen in UN vredes- en veiligheidsmissies omdat ze zelf had waargenomen hoe blokkades in de toegang tot functies bij deze missies van invloed waren op de positie van vrouwen in vluchtelingenkampen.
Mbangu is mede-oprichter en voorzitter van de Dynamique des Femmes Juristen (DFJ) een niet-gouvernementele organisatie die werkt aan bewustwording van vrouwenrechten in Oost-Congo. DFJ is gericht op het bieden van juridisch advies aan vrouwen en aan het verbeteren van hun toegang tot de rechterlijke macht. DFJ biedt ook financiële steun, psychologische zorg en sociale diensten aan de overlevenden van seksueel en huiselijk geweld.
Van 2006 tot 2008 was Mbangu leidinggevende van het Democracy Research Center, een organisatie die onder de gezamenlijke leiding staat van de Development Alternatives Incorporated, USAID en het Goma vluchtelingenkamp. Ze was projectmanager voor HelpAge International van oktober 2009 tot en met 31 Maart 2011. Vanaf augustus 2012 tot en met januari 2017 was Mbangu coördinator voor Aide et Action pour la Paix (AAP), een organisatie die op zoek is naar verbetering van vrouwen- en kinderrechten, het bevorderen van goed bestuur, het oplossen van conflicten over land en de bescherming van het milieu en natuurlijke hulpbronnen. Mbangu is lid van de AAP-Afrika stuurgroep.
In december 2016 zijn zij en haar man meerdere malen met de dood bedreigd door een anonieme beller.
Mbangu heeft ook bijgedragen aan het opzetten van Sauti ya Mama Mukongomani (Stem van de Congolese moeder) een vrouwenbeweging voor vrede en veiligheid die 30 van de grootste vrouwenorganisaties in Congo bijeenbrengt. Sinds februari 2017 ze is programmamedewerker voor het Fonds pour les Femmes Congolaises.

## Privé
Nelly Mbangu studeerde rechtsgeleerdheid aan de Universiteit van Kinshasa en aan de Communication University of China. Ze woonde in Goma tijdens de Tweede Congolese Burgeroorlog. Ze is gehuwd en heeft zes kinderen.